# Rick Springfield

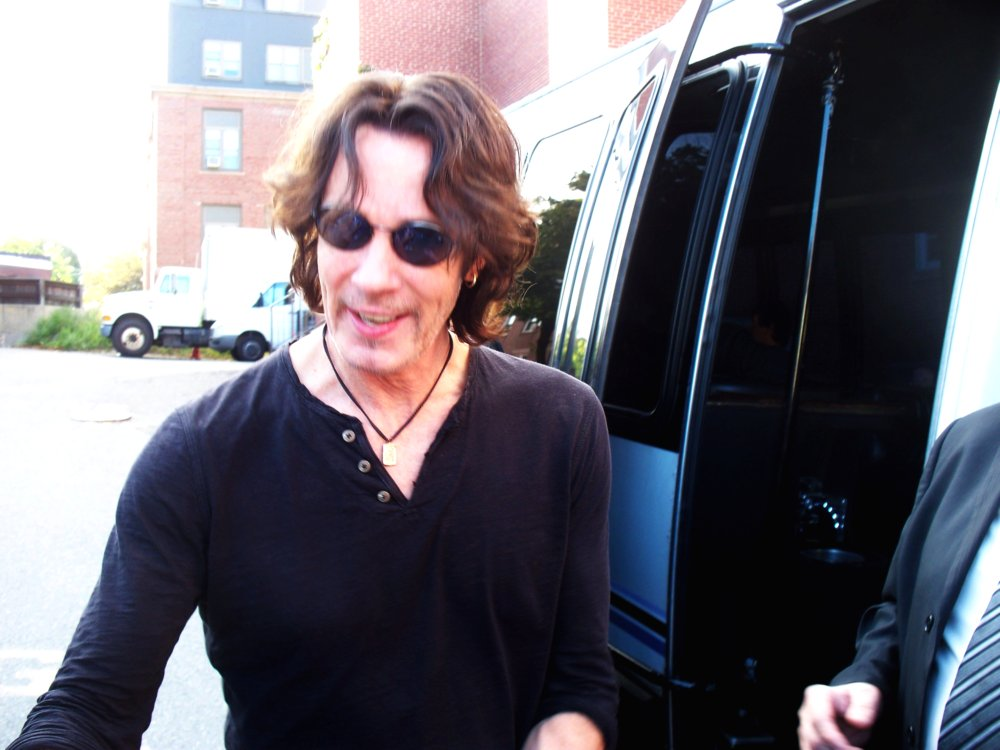
Rick Springfield (2011).

Rick Springfield, ursprungligen Richard Lewis Springthorpe, född 23 augusti 1949 i Sydney, Australien, är en australisk-amerikansk singer/songwriter, gitarrist och skådespelare. 
Rick Springfield har varit aktiv ända sedan slutet på 1960-talet och var populär under 1970- och 1980-talen. Han har gjort stora hits som "Jessie's Girl", "Love Somebody", "Don't Talk To Strangers", "Don't Walk Away", "Human Touch" och "I've Done Everything For You". 
Springfield var med i filmen Hard To Hold (1984), där han hade huvudrollen och var artist; låten "Love Somebody", som blev en av hans största hits.
Han hade också en större roll i filmen Ricki and the Flash (2015), där han spelade mot Meryl Streep.

## Diskografi
Album
- Beginnings (1972)
- Comic Book Heroes (1973)
- Mission: Magic! (1974)
- Wait for Night (1976)
- Working Class Dog (1981)
- Success Hasn't Spoiled Me Yet (1982)
- Living in Oz (1983)
- Hard to Hold (1984)
- Beautiful Feelings (1984)
- Tao (1985)
- Rock of Life (1988)
- Karma (1999)
- Shock/Denial/Anger/Acceptance (2000)
- The Day After Yesterday (2005)
- Christmas with You (2007)
- Venus in Overdrive (2008)
- My Precious Little One: Lullabies for a New Generation (2009)
- From The Vault (2010)
- Songs for the End of the World (2012)
- Rocket Science (2016)
- The Snake King (2018)

Singlar (topp 20 på Billboard Hot 100)
- 1971 – "Speak to the Sky" (#14)
- 1981 – "Jessie's Girl" (#1)
- 1981 – "I've Done Everything for You" (#8)
- 1981 – "Love Is Alright Tonite" (#20)
- 1982 – "Don't Talk to Strangers" (#2)
- 1983 – "Affair of the Heart" (#9)
- 1983 – "Human Touch" (#18)
- 1984 – "Love Somebody" (#5)